# Püttlingen
Püttlingen är en stad i Regionalverband Saarbrücken i förbundslandet Saarland i Tyskland.
Den tidigare kommunen Köllerbach uppgick i Püttlingen1 januari 1974.